# Sergio Ceravolo
Sergio Ceravolo (Genova, 24 aprile 1923 – Genova, 27 ottobre 2003) è stato un politico italiano.